# Drague (navire de services)
Pour le type de navire de guerre utilisant une drague, voir dragueur de mines.
Pour les articles homonymes, voir Drague.

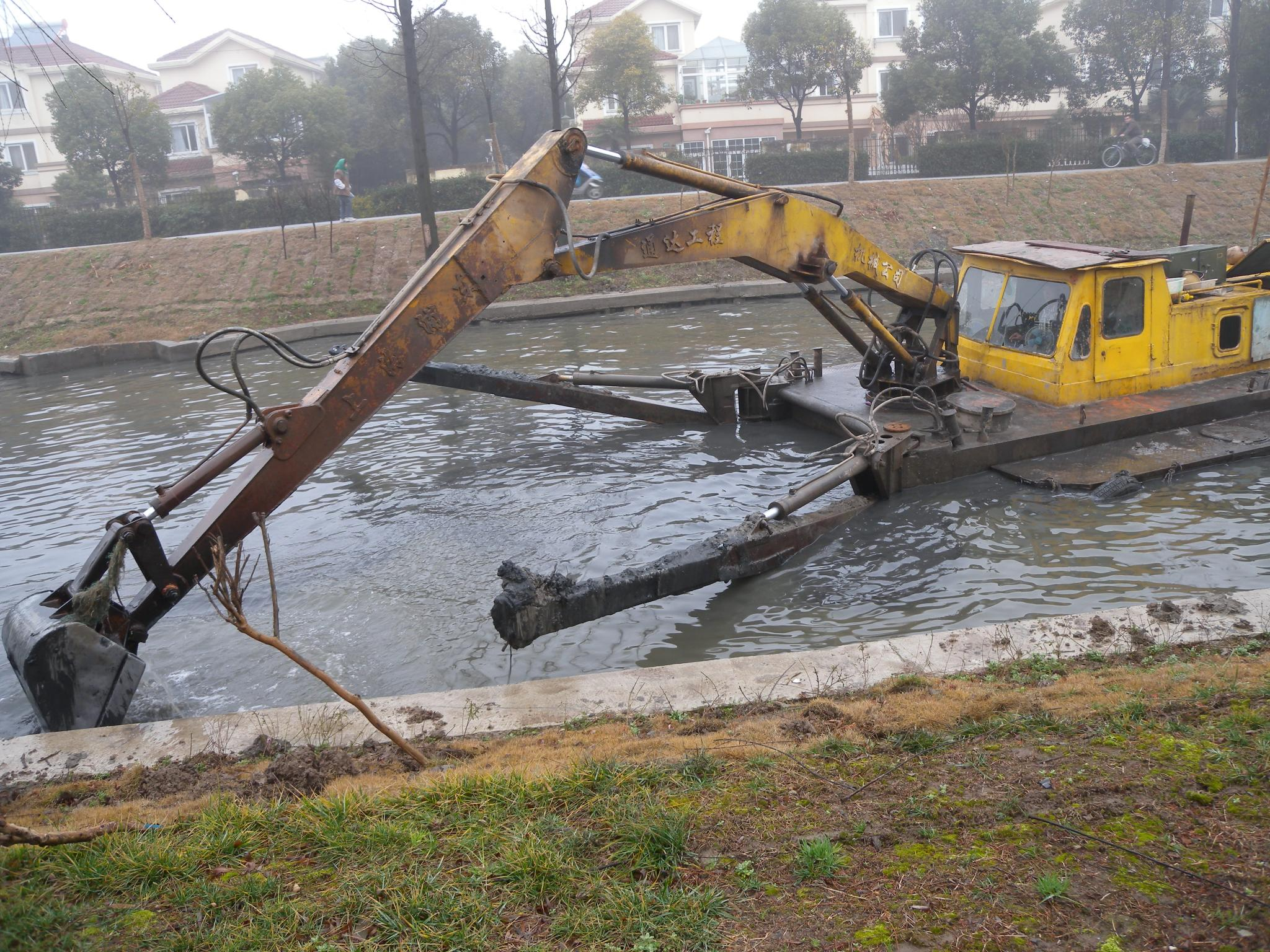
Une drague à pelle dans un canal en Chine (2010).

Une drague est un navire de services utilisé près des ports, dans les rivières, dans les gravières ou en mer, soit pour lutter contre l'ensablement et l'envasement et maintenir la profondeur disponible pour les autres navires en extrayant les matériaux du fond, soit pour extraire des matériaux (sable, gravier…) pour les activités de travaux publics, la reconstitution de plage, le confortement des dunes. Différents types de drague sont utilisés selon les conditions rencontrées. On distingue deux catégories principales : les dragues mécaniques et les dragues hydrauliques.

## Les dragues mécaniques
Les dragues mécaniques sont utilisées pour extraire des matériaux tassés ou des débris ainsi que pour travailler dans des zones confinées. La drague mécanique utilise une méthode proche de celle utilisée à terre, c'est-à-dire qu'un godet ou une benne est utilisé pour racler le fond et ramener de larges portions de sédiments qui, du fait de ce processus, restent souvent agrégés. Les principaux types de drague mécanique sont :
- la drague à godets comporte un puits central par lequel descend une chaine entrainant des godets. Le godet situé le plus au fond creuse celui-ci et emporte les sédiments puis, entrainé par la chaine, remonte et les déverse sur un tapis roulant qui les transporte vers une barge ;
- la drague à pelle ou à cuillère s'apparente à une pelle mécanique montée sur un ponton ;
- la drague à benne preneuse est constituée d'une grue montée sur un ponton qui descend une benne à mâchoires au bout de câbles. Les mâchoires de la benne s'enfoncent sous leur poids dans les sédiments et sont refermées pour les extraire avant que la benne soit remontée. Ce type de drague peut être un simple ponton ou un navire autoporteur (stockant les sédiments) ;
  - la  drague à benne traînante ;
- la drague ratisseuse niveleuse est un navire qui tire un râteau en métal plongé au fond.

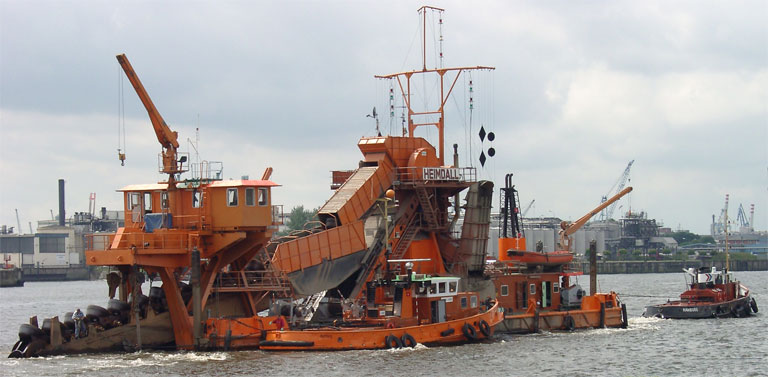
Drague à godets dans le port de Hambourg
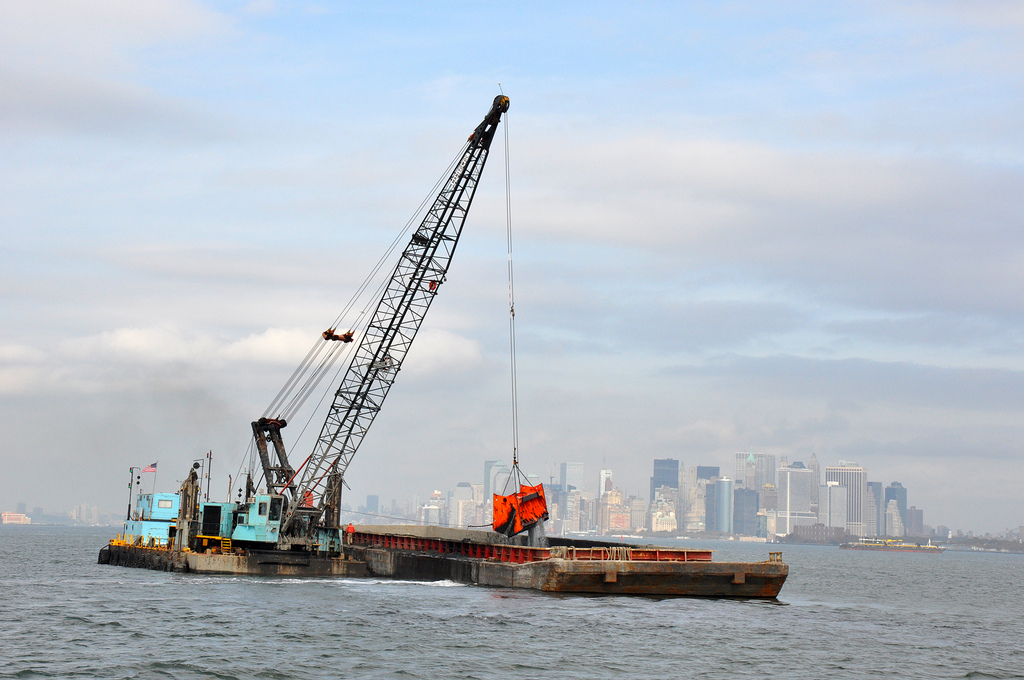
Drague à benne preneuse au large de New York
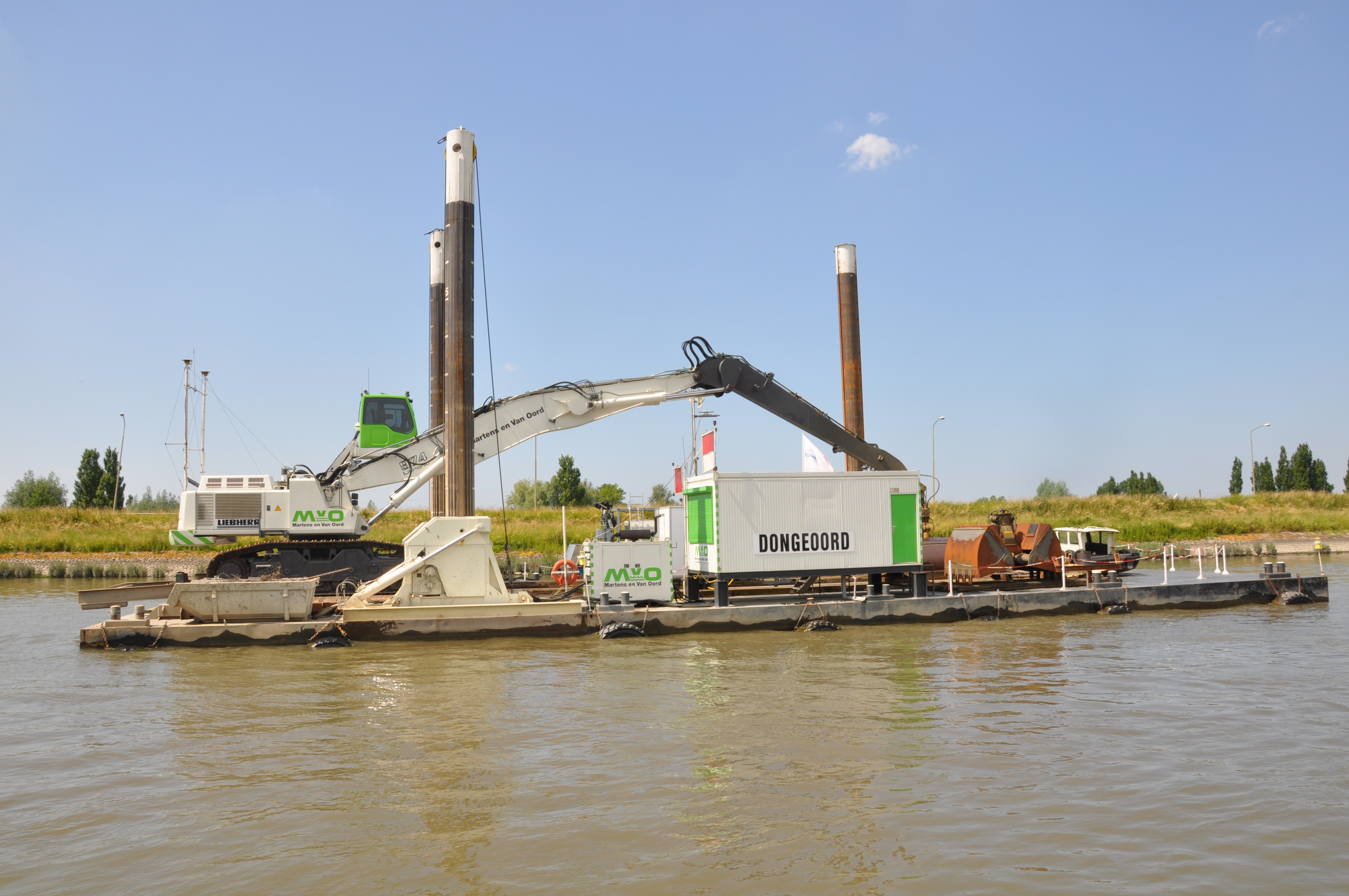
Drague à pelle
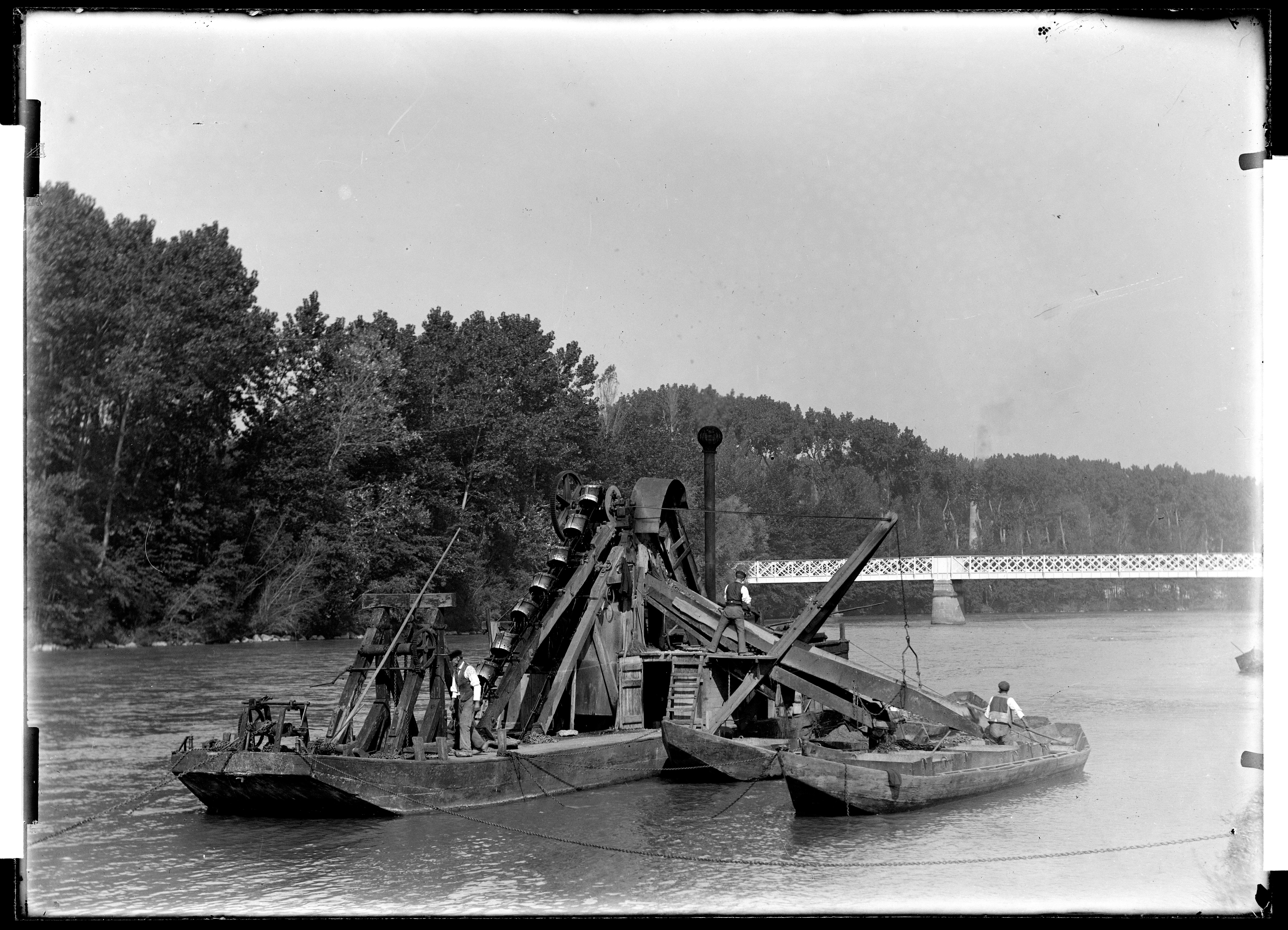
Drague sur un bras de la Garonne, amont du pont Saint-Michel. Photo d'Eugène Trutat conservée au Muséum de Toulouse

## Les dragues hydrauliques
Les dragues hydrauliques utilisent des pompes hydrauliques qui injectent de l'eau pour extraire du fond par aspiration les sédiments mélangés à l'eau. L'organe d'aspiration est porté par un long tube appelé « élinde » qui est articulé pour pouvoir être ramené à bord. Ces dragues permettent d'atteindre généralement des fonds de 30 mètres, et pour certains engins autoporteurs jusqu'à 60 mètres. Elles sont optimisées pour des fonds constitués de vase, de sable, de gravier et d'argile doux.
On distingue principalement :
- la drague aspiratrice refouleuse stationnaire, qui reste immobile sur le fond et rejette les matériaux extraits par des canalisations menant à terre ou sur des barges ;
- la drague aspiratrice autoporteuse en marche qui aspire les sédiments en naviguant à faible vitesse et stocke ceux-ci à bord avant de les déposer sur un site en mer ou à terre. Ce type de drague est en particulier adapté au dragage des chenaux car il ne perturbe la circulation des navires que de manière limitée ;
- la drague aspiratrice à désagrégateur, utilisée lorsque les fonds sont plus fermes, est équipée d'un dispositif rotatif en bout d'élinde qui lui permet de broyer les matériaux pour permettre leur aspiration ;

Les dragues fendables sont des dragues aspiratrices porteuses en marche dont le fond s'ouvre pour déverser les sédiments en pleine mer.

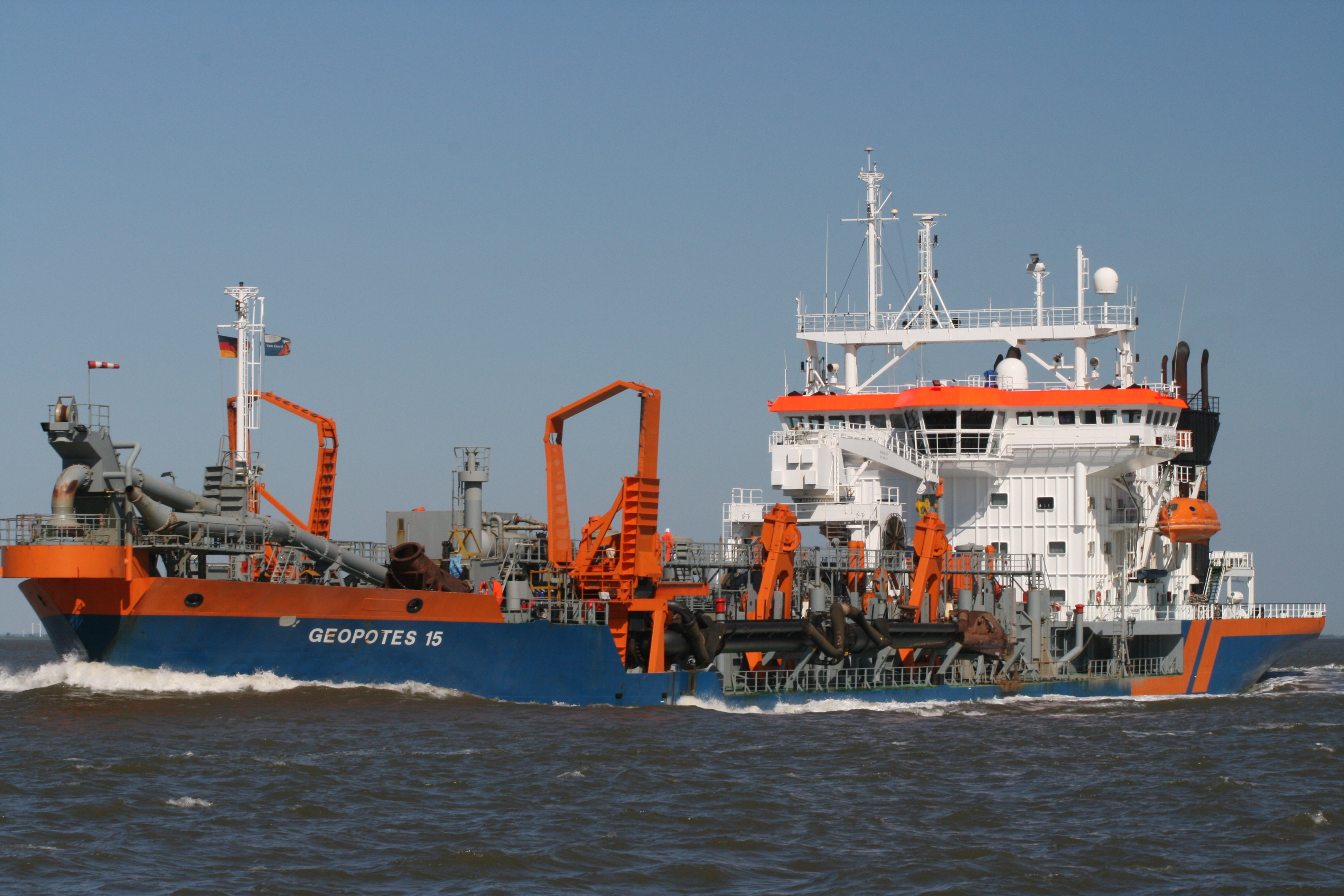
Drague à deux élindes
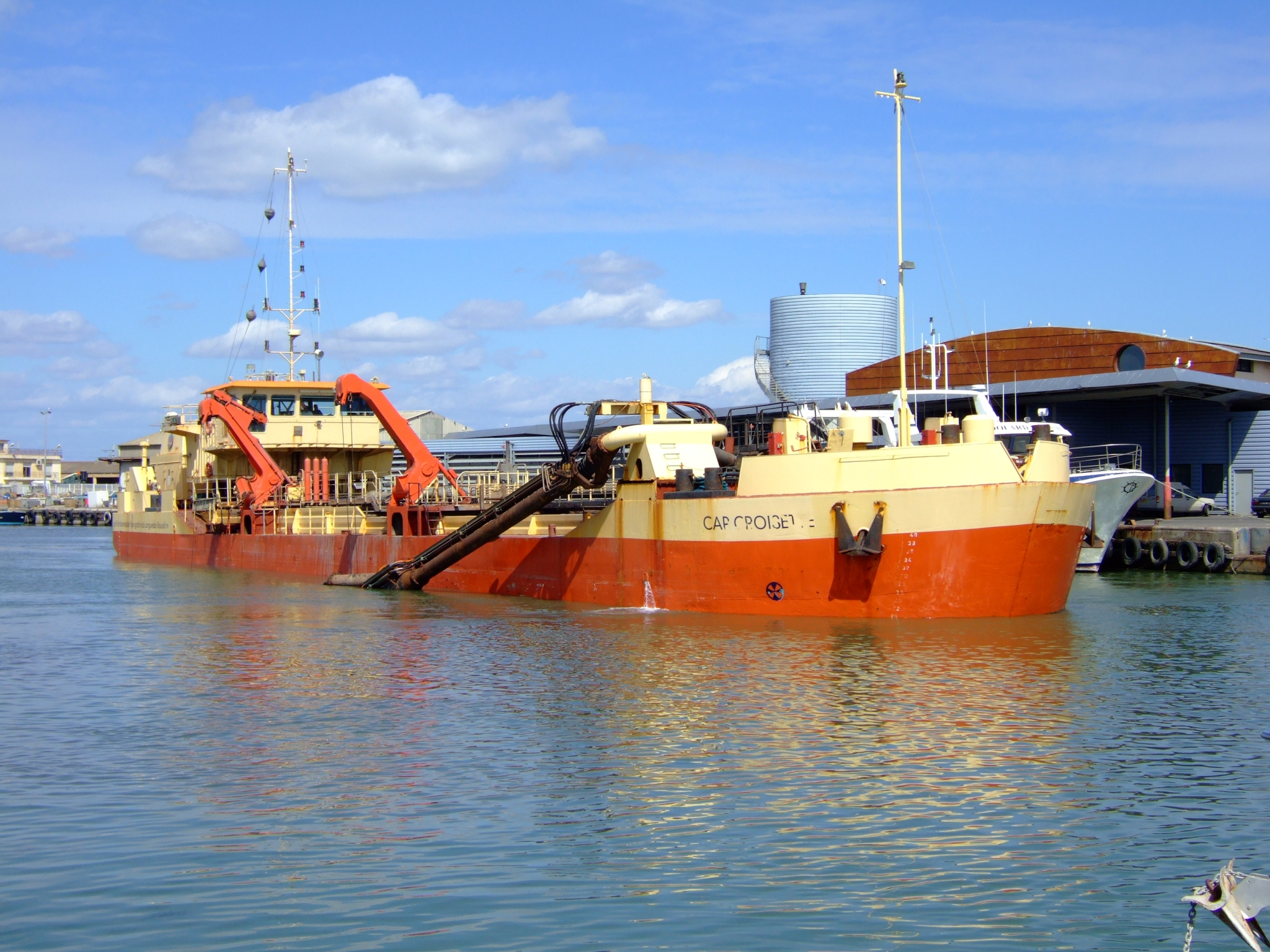
Drague à élinde au travail : le Cap Croisette à Port-la-Nouvelle
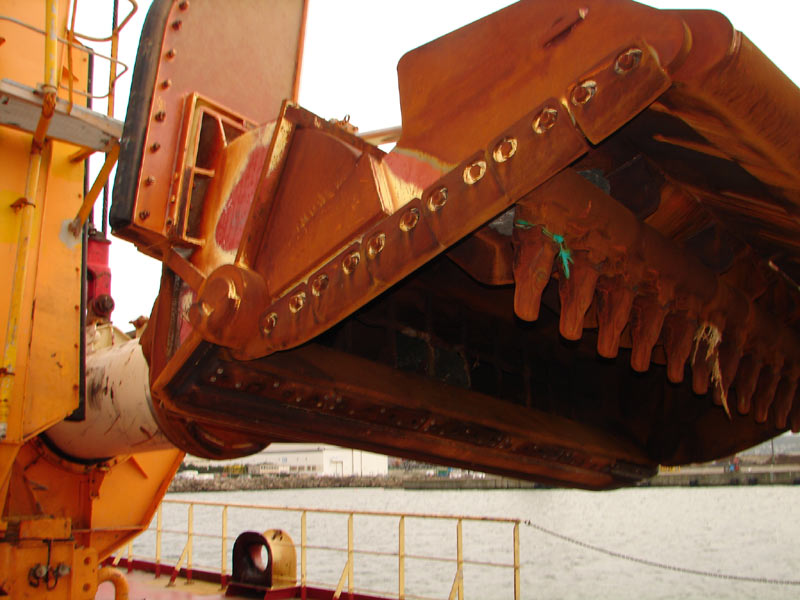
Bec (17 tonnes) de l'élinde de la drague Samuel Champlain.

## Autres types de drague
D'autres types de dragues spécialisées existent :
- la drague à eau ;
- les dragues environnementales ;
- les dragues pneumatiques.

## Mise en œuvre d'une drague

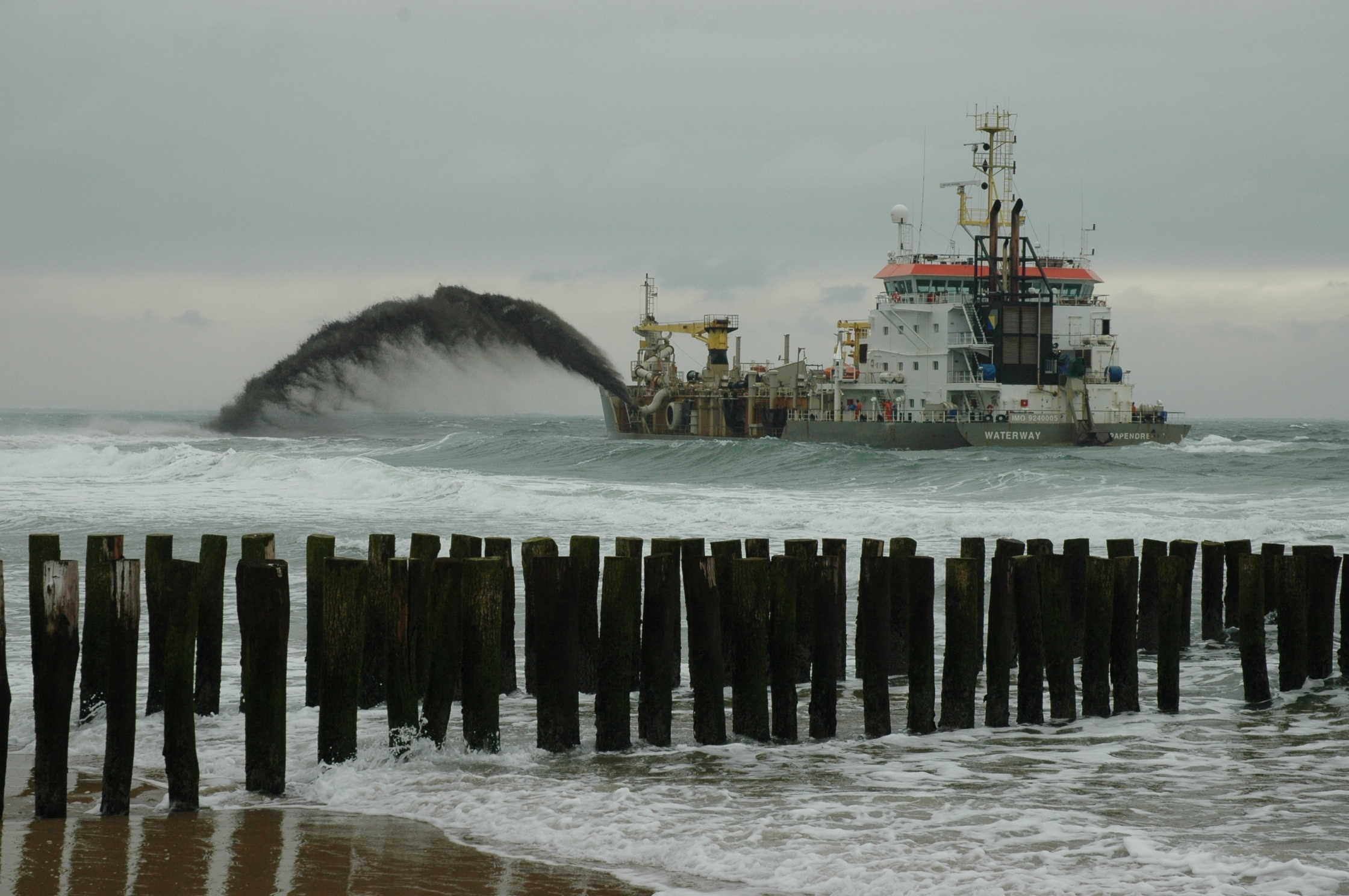
Une drague rejetant du sable sur une plage des Pays-Bas (septembre 2005).

La drague enchaîne trois phases : le dragage, consistant à enlever les sédiments du fond, le transport pour se rendre sur le lieu de déversement des sédiments ou des déblais enlevés et enfin le déchargement des sédiments qui peut prendre différentes formes : clapage lorsque le déversement se fait en mer en un point fixe ou dans un périmètre fixé, ou déchargement dans une zone à terre ou sur la côte.

## Exemples
- La drague à godets Pas-de-Calais II, construite par les "Ateliers et Chantiers de France", est lancée en septembre 1933 à Dunkerque ; probablement la plus grande du monde, elle était capable d' enlever chaque jour 15 000 m³ de vases, travaillant jusqu'à une profondeur de 21 à 23 mètres. En juin 1940 elle rejoint Nantes lors de la débâcle, mais est sabordée par l'occupant allemand en août 1944. Renflouée, elle connaît un accident (explosion d'une torpille ramenée dans l'un de ses godets) dans la rade du port de Boulogne-sur-Mer le 1er août 1952, qui provoque 11 morts. À nouveau réparée, elle est, après une nouvelle affectation à Nantes, désarmée en 1982 et ferraillée à Paimbœuf[4].
- La drague Paul Solente, construite en 1946 par les "Ateliers et Chantiers de Bretagne" à Saint-Nazaire, longue de 112 mètres, est mise en service en 1952 pour draguer l'entrée nord du canal de Suez, côté Port-Saïd, ainsi que les lacs Amers ; elle fut sabordée lors de l'intervention franco-anglaise de 1956 consécutive à la nationalisation du canal par le colonel Nasser[4].
- La région Occitanie choisit en juin 2021, dans le cadre du projet HyDrOMer, le chantier naval PIRIOU pour réaliser une drague équipée d'une pile à combustible hydrogène pour remplacer le Cap croisette. La pile à combustible permettra de réduire de près de 20% la consommation de gazole du navire[5].